# 울리히 츠빙글리
울리히 츠빙글리(독일어: Ulrich Zwingli, 1484년 1월 1일~1531년 10월 11일) 또는 훌드리히 츠빙글리(Huldrych Zwingli)는 스위스 종교개혁을 이끈 지도자 중 한 명이다. 쯔빙글리라고도 한다. 루터, 장 칼뱅과 함께 아울러서 종교 개혁의 거두로 평가된다. 츠빙글리가 역설한 신학의 핵심은 성경은 하나님의 영감된 말씀이며 그 권위는 어떠한 종교회의나 교부들의 주장보다도 더 높다는 것이다.
빈 대학교와 르네상스 인문주의의 학술적 중심지인 바젤 대학교에서 수학했다. 그는 글라루스와 아인지델른에서 목사로 일하면서 공부를 계속했고, 그곳에서 데시데리위스 에라스뮈스의 사상에 영향을 받았다. 1519년에는 취리히에 있는 그로스뮌스터의 뢰트프리스터(인민의 사제)가 되어 가톨릭 교회는 개혁되어야한다는 자신의 사상을 설교하기 시작했다.
1522년에 작성한 〈67개 신조〉에서는 사순절 기간에 금식하는 관습을 비난했고, 이후 저서를 통해 교회 계급의 부패를 지적하고, 성직자의 결혼을 장려했으며, 예배에 그림이나 형상을 사용하는 것을 공격했다. 종교 개혁에 대한 그의 가장 주목할 만한 공헌 중 하나는 1519년부터 마태오의 복음서에서 시작해 신약성경 전체를 강론한 것으로, 후에 주석도 출판하였다. 재세례파들을 비난하여 그들이 박해받는 계기를 만들기도 하였다. 역사학계에는 츠빙글리가 취리히를 신정국가로 만들었는지에 대해 여러 의견이 있다.
종교 개혁은 스위스 연방의 다른 주(칸톤)로 확산되었지만, 몇몇 주는 가톨릭을 지지하며 저항했다. 츠빙글리는 종교적 노선을 따라 연방을 나누는 개혁된 칸톤 연합을 형성했다. 1529년, 양측은 일촉즉발의 순간까지 도달했지만 겨우 전쟁을 피할 수 있었다. 한편, 츠빙글리의 사상은 마르틴 루터 등 다른 개혁가들의 관심을 받게 되었다. 그들은 마르부르크 회의에서 만나 많은 교리에 동의했지만, 성찬의 실재론 교리에 대해서는 합의에 이르지 못했다.
1531년 츠빙글리의 동맹은 가톨릭 칸톤에 식량 봉쇄를 시도했으나 실패했다. 츠빙글리가 전장에서 사망하자 가톨릭 칸톤은 공세를 펼쳤다. 그의 유산은 오늘날 개혁 교회들의 고백, 전례 등에 살아있다.

## 출생과 성장

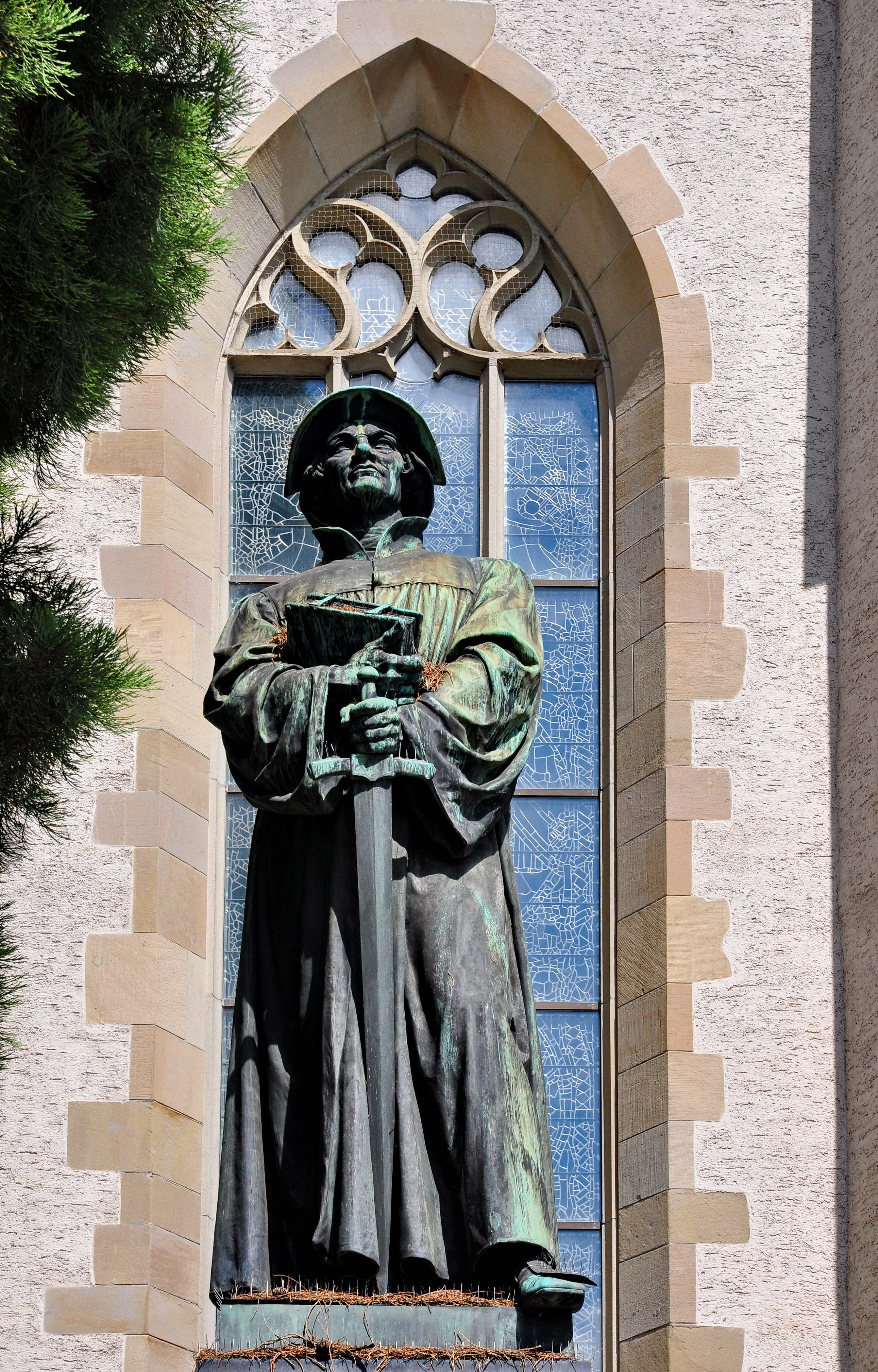
취리히의 바서 교회(Wasserkirche, 물의 교회라는 의미) 앞에 있는 오른손에 성경, 왼손에 대검을 쥔 츠빙글리의 동상

루터보다 7주 늦은 1484년 1월 1일 토겐부르크 자치주의 빌트하우스에서 태어났다. 아버지는 대대로 부락의 촌장을 역임해왔으며, 외할아버지는 로마 가톨릭교회 사제였다.
츠빙글리는 베젠의 학장으로 취임한 삼촌에게 신학교육을 받았는데, 새로운 학문 조류인 인문주의를 받아들여 조카에게 전수해 줌으로써 자신의 역할을 충실하게 감당했다. 10세 때에는 바젤에서 라틴어 문법, 음악, 그리고 변증학을, 1498년에는 베른 대학에서 스위스 종교 개혁의 기수로 알려진 하인리히 뵐플린에게 배웠다.
1500년부터 2년 동안은 비엔나로 옮겨 황제 막시밀리안 1세의 보호 아래 학문활동을 하였고, 1502년에는 바젤로 돌아와서 성 마틴 대학에서 라틴어를 배웠다. 1506년에는 문학석사와 석사학위를 취득하였다.

## 사목 활동과 종교 개혁

### 10년 동안의 사목
1506년 로마 가톨릭교회의 사제로 서품을 받았으며, 글라루스의 성직자가 되어 부임하였다. 10년 동안 사목 활동을 하면서 헬라어를 공부, 희랍과 고대 로마의 철학자, 시인, 웅변가, 저술가에 대해 배웠다. 이 기간에 인문학자이자 성직자(사제)인 에라스뮈스와 서신을 교환하며 우정을 쌓았으며, 절친한 사이가 되었다.

### 용병제도 반대
그는 글라루스의 성직자로서 자연히 용병으로 싸우는 글라루스 연대의 군종 사제 자격으로 두 차례나 이탈리아에도 갔었다. 하지만 전쟁의 비인간성을 경험한 츠빙글리는 용병제도에 반대하여, "스위스의 죄악, 악덕, 불신앙성, 외국 숭배와 이것이 조국의 자녀들을 집어삼키는 것에 대해서"와 "황소의 우화"을 통해서 스위스의 용병제도를 공격하였다.
이것은 에라스뮈스의 영향을 받아 상징적이며, 풍자적이었다. 당시 그의 모습은 신학자라기보다는 철학자, 수사학자, 인문주의자, 도덕주의자라고 말해야 옳을 것이다.

### 종교개혁
하지만 그의 신념은 용병으로 먹고 살던 교구민들로부터 배척을 받아서 1516년 4월 순례지로 이름난 아인지델른으로 옮겼다. 그는 이곳에서 설교가로 알려졌으며, 교부들의 책을 읽었다. 주일 미사시간에는 구입하면 연옥의 영혼들이 죄를 용서받는다는 면죄부의 해악성을 고발하는 설교를 하였다. 동시에 그는 로마 교황청을 비방하기 시작하였다.
이러한 점에서 일부 학자들은 1516년에 스위스의 종교개혁은 시작되었다고 말하기도 하였다. 츠빙글리가 비판한 대상은 로마 가톨릭교회의 권위를 비판하고 하나님의 말씀으로서 성경의 권위를 증거하였다. 츠빙글리의 개혁안 중에는 용병제도에 반대하는 등 과격성을 갖고 있어서, 용병 제도로 생계를 유지하던 스위스 주민들과의 분쟁의 불씨를 안고 있었다.

## 츠빙글리의 신학
츠빙글리의 신학은 성경에 기초하는데 성경을 영감된 하나님의 말씀으로 받아들이고 고대의 범교회적 공의회나 교부들과 같은 인간의 문헌들(Sources)보다도 성경의 권위를 높게 두고 있다. 그는 또한 정경인 복음서들 안에는 차이점이 있음을 인정하면서도 영감론과 함께 인간적 요소가 있음 인정하였다. 츠빙글리의 주장을 이어받아 그의 후계자 하인리히 불링거는 1560년 경에 작성한 제 2 스위스 신앙고백서에 근거한 개혁교회 신앙고백을 작성하였다. 세례에 관한 츠빙글리의 견해는 유아세례의 집례를 공격했던 재 세례파들에 대한 답변이었다. 그는 하나님이 아브라함과 언약을 맺으신 것과 마찬가지로 제자들과 하나님과 맺은 기독교인들의 언약의 표라고 주장하면서 유아세례를 지지하였다. 이것은 칼뱅에서도 동일한 견해이다.

### 성경
성경은 종교 개혁자 츠빙글리의 작품에서 중심적인 것이며, 그의 신학의 발전에서 중요했다. 그는 그의 작품속에서 지속적으로 성경을 호소하였다. 이런 그의 강한 증거들은 그의 초기 작품들인 Archeteles (1522), Certainty of the Word of God (1522)에 나타난다. 인간은 거짓말장이이나 오직 하나님만은 진리라고 믿었다. 그에게 있어서 성경은 하나님의 말씀이며 오류의 어둠속에서 빛을 주신다.

### 세례
츠빙글리의 세례관은 재세례파들과의 충돌에서 주된 근원이었다. 그들은 유아세례를 반대하고 콘라드 글레벨과 펠릭스 만즈의 지도력을 중하게 여겼다. 츠빙글리는 재세례는 불필요하다고 강하게 주장하였다. 세례와 관련된 그의 주된 작품들은 다음과 같다. Baptism, Rebaptism, and Infant Baptism (1525), A Reply to Hubmaier (1525), A Refutation (1527), Questions Concerning the Sacrament of Baptism (1530).

### 성찬
성찬은 개혁자들과 교회 그리고 그들사이에도 강조점의 차이로 인하여 종교개혁에서 논쟁의 핵심이었다. 루터는 성만찬이란 선물이 포함된 교리를 방어하는 문제로 보았지만 그러나 츠빙글리는 성만찬을 하나님의 구원의 선물로 이해하고 인정하는 교리를 비판하는 문제였다.

### 국가
츠빙글의 사상에서 교회와 국가의 관계는 그가 한손에 성경 다른 손에는 칼을 가지고 서있는 곳 바세르 교회(Wasserkirche, 물의 교회라는 의미)에 있는 동상에서 가장 잘 보여진다. 그에게 있어서 교회와 국가는 하나님의 주권적 통치 아래 하나이다.

## 67개 신조
츠빙글리는 금식에 대한 자세와 성경의 명료성에 대한 주장으로 로마 가톨릭교회와 갈등을 빚었다.
츠빙글리는 갈등의 해결을 위해 공개토론을 시의회에 요청하였다. 시의회는 그의 제안을 받아들여 1523년 1월 29일 취리히에서 토론을 개최했다. 가톨릭 교회에서는 콘스탄스 주교가 파송한 파베르 박사와 여러명의 사제들이 참석하였다.
츠빙글리는 토론장에서 1522년에 작성한 〈67개 신조〉를 중심으로 그의 입장을 설명하였다. 이 〈67개 신조〉에는 그의 사상이 함축적으로 요약되어 있으며, 가톨릭 교회의 부정과 부패의 원인이 성경보다 인간의 전통을 강조하는데 있다고 지적하였다.
| “ | "지난 여러 해 동안 순수하고, 맑고 밝은 빛인 하나님의 말씀이 인간의 야심과 지식으로 흐려지고 혼탁해졌으며 희미해 졌습니다....우리는 하나님의 참된 뜻과 참된 예배를 오직 성경, 곧 오직 하나님의 진리에 대하여 12제자들이 쓴 글에서 찾고 배울 수 있습니다. 그 외의 어떠한 인간의 법을 통해서는 불가능합니다" | ” |

츠빙글리는 성경만이 최종적인 권위를 갖는다는 전제에 근거하여, 신조의 초반 15개 조항에 복음의 본질, 중보자 그리스도, 교회의 의미에 대하여 설명하고, 후반에서는 교황, 미사, 면죄부 등 가톨릭 교회의 관행을 비판하였다.
츠빙글리는 또한 이 신조에서 로마 가톨릭교회의 교황을 "거짓 사도"요(55조), "시몬과 발람의 동료이며, 사탄의 화신"이라고 칭하였다(56조).
또 사제의 결혼을 금지하는 제도에 대해서도 "하나님이 허락하셨거나 금하지 않은 모든 것이 선하므로, 모든 인간에게 허락된 결혼을 사제에게 금하는 것은 그릇된 것'이라고 서술하여 교황청의 독신주의를 비판했다(29조). 그는 또 "고해성사가 죄를 용서받는 수단일 수 없고, 단지 도움을 구하는 것'이며(52조), "면죄부는 하나님을 대적하는 사탄이 고안해 낸 사악한 제도"라고 하였다(55조).

## 시의회의 공개토론
1523년 취리히 시의회에서 열린 공개토론은 가톨릭 교회측을 곤경에 빠뜨렸다. 회중 가운데 한사람은 교황의 특사에게 왜 성경적인 근거가 없는데 왜 결혼한 사제들을 감옥에 보내느냐고 물었다. 이에 대해 특사가 독신주의가 성경에 있다고 주장하자, 츠빙글리가 성경의 장과 절을 대라고 응수하였다. 결국 토론회는 츠빙글리의 승리로 끝나게 되었다. 공개토론을 통해서 시민들은 참된 종교와 그릇된 종교를 분별할 수 있게 되었다. 이에 따라 시의회는 종교개혁을 지원하고 가톨릭 세력을 억제하면서 개혁의 틀을 세워나갔다. 시의회는 츠빙글리와 그의 설교를 합법적으로 인정하고 주(canton)안에 거주하는 사제들에게 츠빙글리의 가르침을 따르되 반드시 성경에 근거한 것만 설교하도록 명하였다.

## 마르부르크 회의

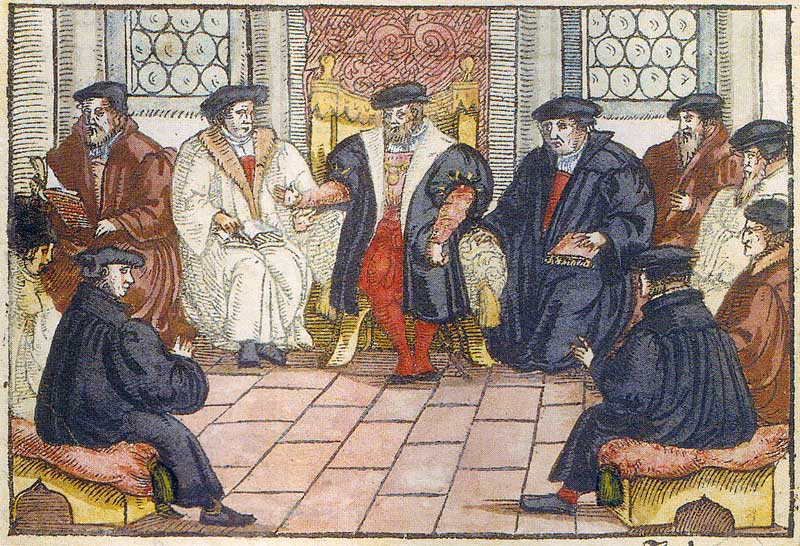
마르부르크 회의를 그린 목판화, 1557년 작품

1529년 10월 1일 헤세의 영주 필립이 로마 가톨릭교회의 탄압에 맞서 개신교 연맹을 조직하고 교회 연합을 추진하기 위해 독일과 스위스의 종교개혁가들을 그의 영지에 초대하였다.
독일에서는 루터와 멜랑히톤, 카스팔 쿠르키거, 요하네스 브렌즈, 유스투스 요나스와 안드레아스 오시안더가 참석하였고, 스위스에서는 츠빙글리과 요하네스 외콜라마디우스, 마틴 부쳐, 헤디오 등이 참석하였다.츠빙글리는 여기에서 루터에게서 신학적 도움을 받았다. 그러나 성찬에 대한 문제에 서로 견해가 달라 합의를 보지 못하였다. 츠빙글리는 그리스도가 이 지구상에 계신 것이 아니라 하늘에 계시므로 그 분이 떡과 함께 있다는 것은 미신이며, 그리스도인은 성찬을 통해 그리스도와의 영적인 교제를 가질 뿐이므로 단지 상징일 뿐이라고 주장하였다.

## 저서
츠빙글리는 가톨릭 교회의 그릇된 신학과 재세례파의 도전에 직면하여 이에 대항하는 여러권의 책을 저술하였다.
그는 1524년 《참 종교와 거짓 종교에 관한 주석》(Commentary on True and False Religion)을 발표하여 가톨릭교회의 오류를 지적했다.
1525년에는 《세례에 대하여》(of Baptism), 《재세례와 유아세례에 관하여》(Of Rebaptism and Infant Baptism,5월), 《주의 만찬에 관하여》, 《신앙 주해》 등의 저술을 남겼다.
'하나님 말씀의 명확함과 확실함 또는 능력에 관하여'(1526)에서 그는 모든 사람이 하나님의 말씀을 성령의 조력으로 어떤 사람의 가르침이 없이도 충분히 이해가능하다고 주장하였다. 심지어, 철학과 신학의 도움 없이도 오직 하나님의 말씀인 성경으로부터 직접 교리를 가져올 것을 요청하였다.
1529년의 마르부르크 회의이후에 루터파는 카를5세에게 아우크스부르크 신앙고백을 선사했고, 츠빙글리는 <믿음에 관하여(Fidei ratio)>를 저술하였다. (1530)

## 최후

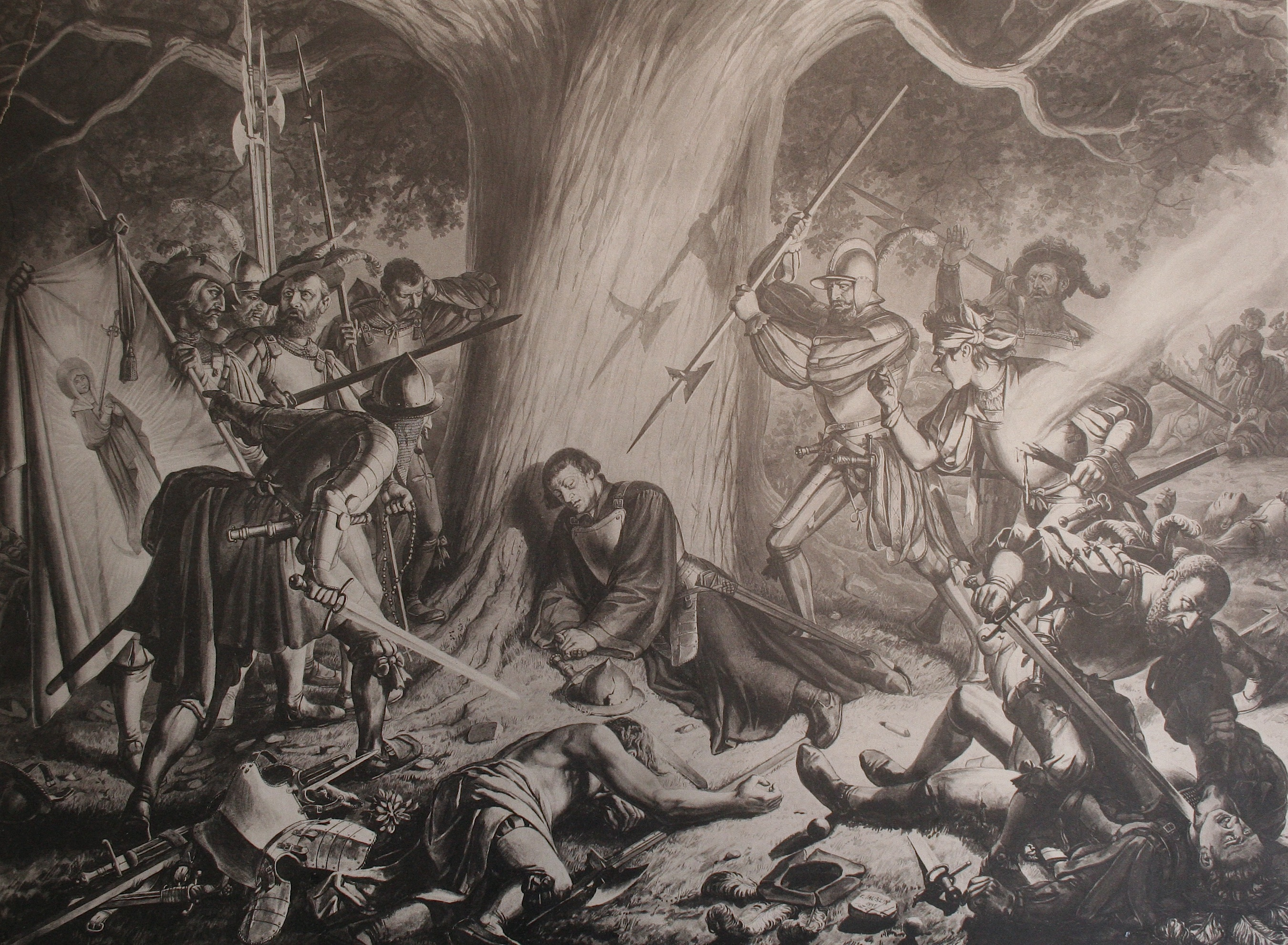
"츠빙글리의 살해", by Karl Jauslin (1842–1904).

츠빙글리는 직설적인 개혁주장으로 적이 많았고 그래서 교리적인 면보다는 용병제도 반대, 숙박업 반대 등 스위스 사람들이 받아들일 수 없는 개혁안에 관한 성토가 대부분이었다.
그 때문에 만장일치 또는 다수에 의해서 1518년 12월 27일 츠빙글리는 취리히에 도착하였다. 취리히에 도착한 그의 종교개혁은 진행되었다. 츠빙글리의 종교개혁은 스위스 전역으로 퍼져 나갔으나, 모든 곳에서 환영받지는 않았다. 산림 자치주들은 개혁교회 스타일의 개혁을 원하지 않았고 로마 가톨릭교회측과 동맹을 맺었다.
그러자 개신교 자치주에서는 산림 자치주에 생활필수품을 공급하지 않기로 결정했다. 그래서 산림 자치주는 전쟁을 통해 문제를 해결할 수밖에 없었고 1531년 산림 자치주는 8000여명의 병사로 카펠에 쳐들어 왔다. 츠빙글리가 이끄는 1500여명의 취리히 군대는 10월 11일 제 2차 카펠 전쟁에서 교전하였으며, 츠빙글리를 위시한 개신교 목사 25명, 의회의원 26명이 전사하였다. 가톨릭교회측은 큰 부상을 입고 쓰러진 츠빙글리를 발견하고 고해성사를 하라고 했는데 츠빙글리는 거부했고 시신이 4등분 되는 처참한 죽임을 당했다. 츠빙글리의 시체를 조각내어 불태우고, 그 재를 공중에 뿌리면서 승리를 자축하였다.
츠빙글리는 개혁을 마무리하지 못하고 47세의 나이로 숨지고 말았다. 츠빙글리는 47세라는 인생의 황금기에 죽음으로 인해서 자신이 벌인 많은 사업을 완수하고 개혁을 확고하게 만드는 큰 과업을 취리히의 하인리히 불링어와 주네브의 칼뱅 등 다음 세대 개혁자들에게 넘겨주었다.

## 같이 보기
- 하인리히 불링거
- 울리히 츠빙글리의 신학

## 참고 문헌
- 강경림외, 한권으로 읽는 츠빙글리의 신학, 세움북스, 2019